# 吳翼翬
吳翼翬（1885年—1958年），遼寧鐵嶺人，寄居北京，歿於上海。六合八法拳传代者。出身清季官宦家庭。晚年號逸叟。

## 生平
- 1895年，吳翼翬九歲隨父因公務居開封（汴梁），寓黃河北岸黑堽口之三教莊,聘張如燕為塾師，教導兄弟三人。先師從光山縣閻國興練習八法之韋馱功及三盤十二勢。
- 1898年，又隨其父好友范固國帶來之六合拳師陳光第學習拳術。與閻師分別教授。
- 1901年，其父治河工事完成後，返回北京，卜居老官街。
- 1905年，由北京願堂，考入保定北洋武備學堂。當時在保陽下閘得遇老人陳鶴侶，受教相信是當時流行的太極及八卦二載，技益精進。
- 1930年，吳到上海傳授國術。開始使用“六合八法”之名稱。
- 1936年，南京中央國術館館長張之江聘之為教務處處長，編教委員會主任。並在中央國術館傳授拳術。
- 二戰時，吳隨中央國術館遷往昆明。
- 二战勝利後，返回上海傳授六合八法。
- 中華人民共和國成立後，被委派到上海電力公司工人俱樂部國術教師。
- 1957年任職於上海文史館。
- 1958年在上海病歿，享年七十三歲。